# (1278) Kenya
(1278) Kenya est un astéroïde de la ceinture principale découvert le 15 juin 1933 par l'astronome sud-africain Cyril V. Jackson à l'Observatoire de l'Union, près de Johannesburg. Sa désignation provisoire était 1933 LA.
Il tire son nom de l'état africain éponyme.